# Vigny (Val-d'Oise)
Pour les articles homonymes, voir Vigny.
Ne doit pas être confondu avec Vigny (Moselle).
Vigny est une commune française située dans le département du Val-d'Oise en région Île-de-France.
Ses habitants sont appelés les Vignois(es).

## Géographie

### Description
Vigny est un bourg périurbain du Vexin français dans le Val-d'Oise situé dans la vallée de l'Aubette de Meulan, à 40 kilomètres au nord-ouest de Paris et à 13 km à l'ouest de Pontoise, et desservi par l'ancienne route nationale 14 (actuelle RD 14).

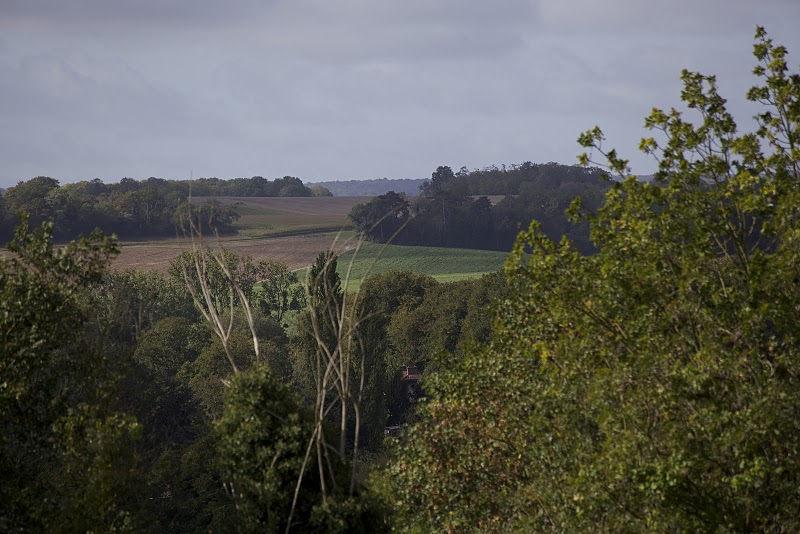
Vue depuis Vigny sur la vallée de l'Aubette.

Il est situé dans le parc naturel régional du Vexin français.
Le sentier de grande randonnée GR1 traverse la commune. Il se prolonge vers Ableiges au Nord-Est et Longuesse au Sud.

### Communes limitrophes
|              | Us        | Ableiges |
| Théméricourt | Vigny     |          |
|              | Longuesse |          |

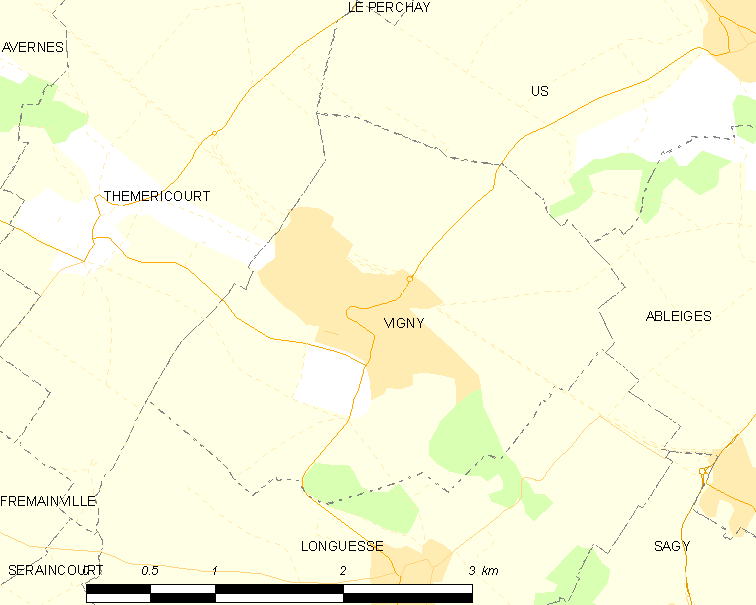
Carte de la commune.
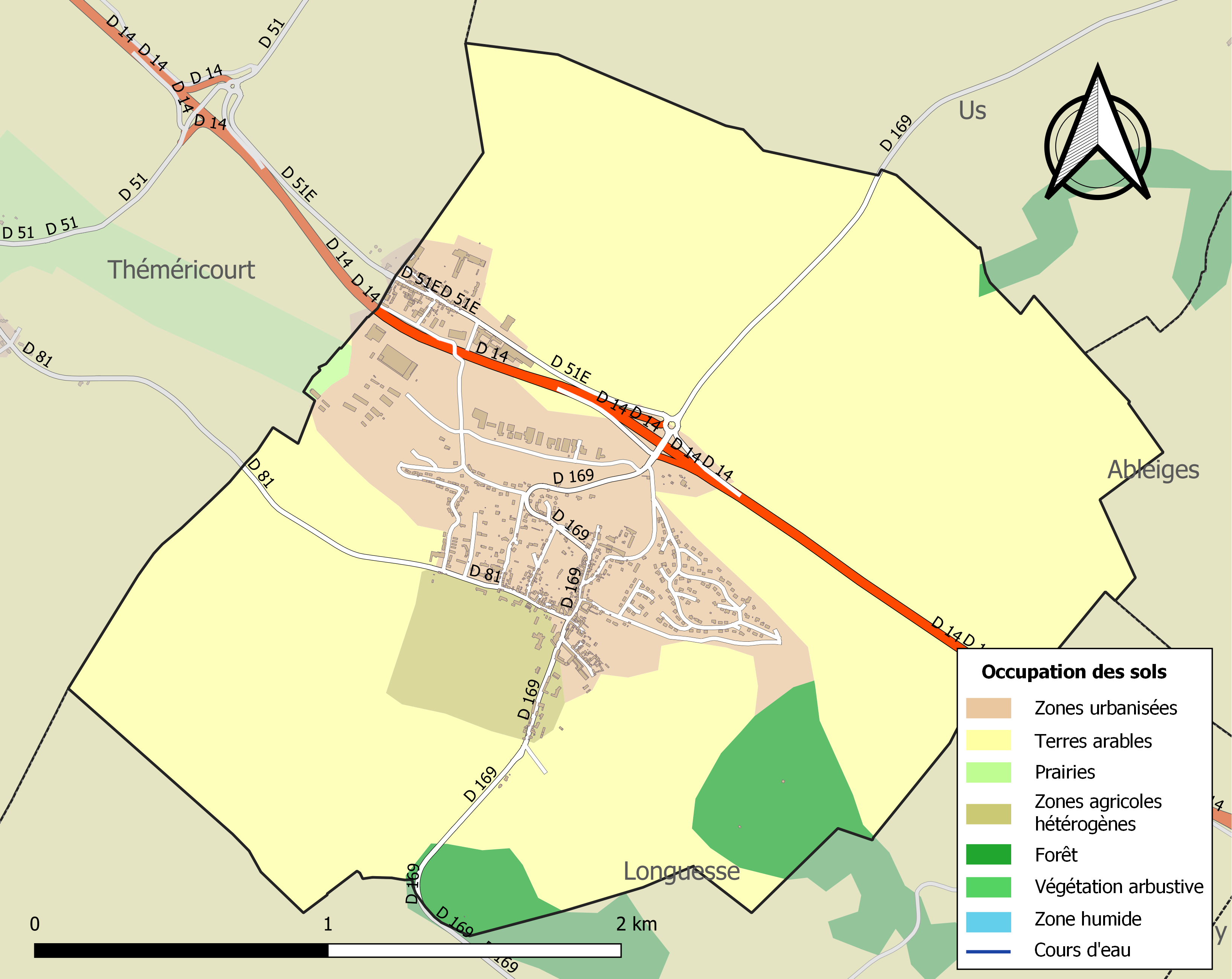
Occupation des sols

### Hydrographie
La commune est drainée par l'Aubette de Meulan, un  affluent en rive droite de la Seine.

### Climat
Pour des articles plus généraux, voir Climat de l'Île-de-France et Climat du Val-d'Oise.
En 2010, le climat de la commune est de type climat océanique dégradé des plaines du Centre et du Nord, selon une étude du CNRS s'appuyant sur une série de données couvrant la période 1971-2000. En 2020, Météo-France publie une typologie des climats de la France métropolitaine dans laquelle la commune est exposée à un climat océanique et est dans la région climatique Sud-ouest du bassin Parisien, caractérisée par une faible pluviométrie, notamment au printemps (120 à 150 mm) et un hiver froid (3,5 °C).
Pour la période 1971-2000, la température annuelle moyenne est de 10,8 °C, avec une amplitude thermique annuelle de 14,5 °C. Le cumul annuel moyen de précipitations est de 682 mm, avec 11,8 jours de précipitations en janvier et 7,9 jours en juillet. Pour la période 1991-2020, la température moyenne annuelle observée sur la station météorologique la plus proche, située sur la commune de Boissy-l'Aillerie à 8 km à vol d'oiseau, est de 11,2 °C et le cumul annuel moyen de précipitations est de 635,8 mm,. Pour l'avenir, les paramètres climatiques de la commune estimés pour 2050 selon différents scénarios d'émission de gaz à effet de serre sont consultables sur un site dédié publié par Météo-France en novembre 2022.

## Urbanisme
Le village s’étage à flanc de coteau orienté au Sud.

### Morphologie du village

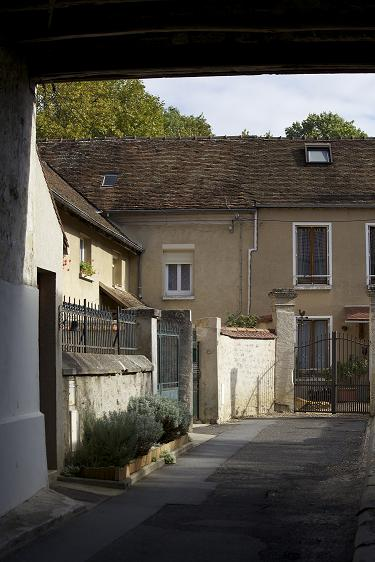
Close de l'impasse de la rue des Saules.

Le vieux village se développe sur deux axes, Nord-Sud en direction de la commune d’Us et Est-Ouest pointant sur la commune de Théméricourt. Cet axe est peu ou pas parallèle à l’ancienne voie romaine dite chaussée Jules César.
Le château et son parc constituent une limite Sud franche remarquable. À partir de ces axes, trois grands corps de fermes avec cour centrale structurent le tissu bâti. À noter une typologie en « close » provenant sans doute du découpage dans le temps d’autres corps de fermes (impasse des cendres, cour des saules,…).
Le lotissement dit "de la Gaudière", construit dans les années 1970 s'échelonne sur le coteau jouxtant la RD14. Le Bord’haut a une morphologie de village-rue semblable à celle de La Villeneuve-Saint-Martin, commune voisine, et anciennement traversée elle aussi par la RD 14.

### Typologie
Au 1er janvier 2024, Vigny est catégorisée bourg rural, selon la nouvelle grille communale de densité à sept niveaux définie par l'Insee en 2022.
Elle est située hors unité urbaine. Par ailleurs la commune fait partie de l'aire d'attraction de Paris, dont elle est une commune de la couronne,. Cette aire regroupe 1 929 communes,.

### Habitat et logement
En 2018, le nombre total de logements dans la commune était de 466, alors qu'il était de 431 en 2013 et de 423 en 2008.
Parmi ces logements, 89,1 % étaient des résidences principales, 2,2 % des résidences secondaires et 8,7 % des logements vacants. Ces logements étaient pour 89,4 % d'entre eux des maisons individuelles et pour 10,2 % des appartements.
Le tableau ci-dessous présente la typologie des logements à Vigny en 2018 en comparaison avec celle du Val-d'Oise et de la France entière. Une caractéristique marquante du parc de logements est ainsi une proportion de résidences secondaires et logements occasionnels (2,2 %) supérieure à celle du département (1,3 %) et à celle de la France entière (9,7 %). Concernant le statut d'occupation de ces logements, 80,7 % des habitants de la commune sont propriétaires de leur logement (78,3 % en 2013), contre 56 % pour du Val-d'Oise et 57,5 pour la France entière.
| Typologie                                               | Vigny | Val-d'Oise | France entière |
| ------------------------------------------------------- | ----- | ---------- | -------------- |
| Résidences principales (en %)                           | 89,1  | 92,8       | 82,1           |
| Résidences secondaires et logements occasionnels (en %) | 2,2   | 1,3        | 9,7            |
| Logements vacants (en %)                                | 8,7   | 5,9        | 8,2            |

### Lieux-dits, hameaux et écarts
Le principal écart de la commune est le "Bord'Haut" de Vigny, situé sur le plateau et contourné vers le Sud par la route départementale 14 ; son nom provient de Bord'eau, qui désigne une ferme isolée ou une mauvaise maison.

## Toponymie
Le nom de la localité est mentionné sous les formes Vinneto, Vinetum en 1099, Vignei en 1216, Vigney en 1337.
Le nom de Vigny provient soit de l’anthroponyme latin Vinius suivi du suffixe -acum, « domaine de », soit de la vigne, qui y était autrefois plantée en abondance.

## Histoire

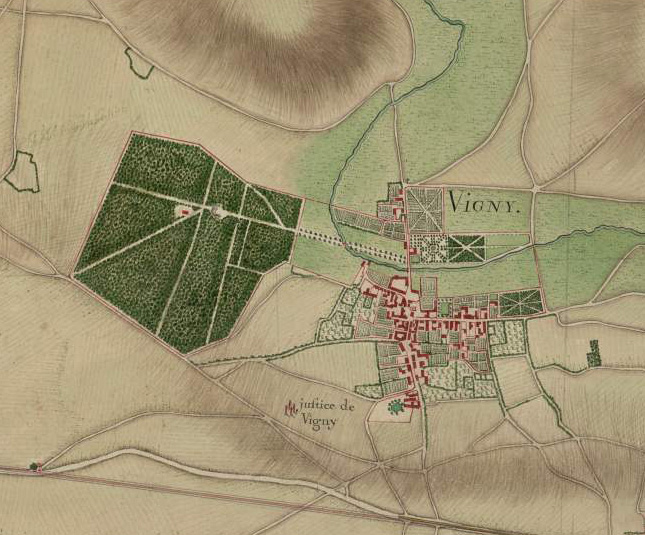
Vigny sur l'atlas de Trudaine (1745-1780).

L’origine du village remonte probablement à l’Antiquité, mais son existence n’est attestée qu’en 960 par une charte de l’archevêque de Rouen, Hughes II.
La seigneurie de Vigny est acquise par le cardinal Georges d'Amboise, ministre de Louis XII, qui l’achète à la veuve de Louis de Hédouville, Françoise de Saint Simon, en 1504. Il y fait construire un château sur l'ancienne forteresse.
La ville était connue pour son exploitation de pierre calcaire dans une carrière communale.
Le village a été desservi de 1913 à 1949 par la gare de Vigny; sur la ligne de chemin de fer secondaire Saint-Germain en Laye - Magny-en Vexin, exploitée par les chemins de fer de grande banlieue (CGB) puis par la Société générale des chemins de fer économiques pour le compte du département de Seine-et-Oise.

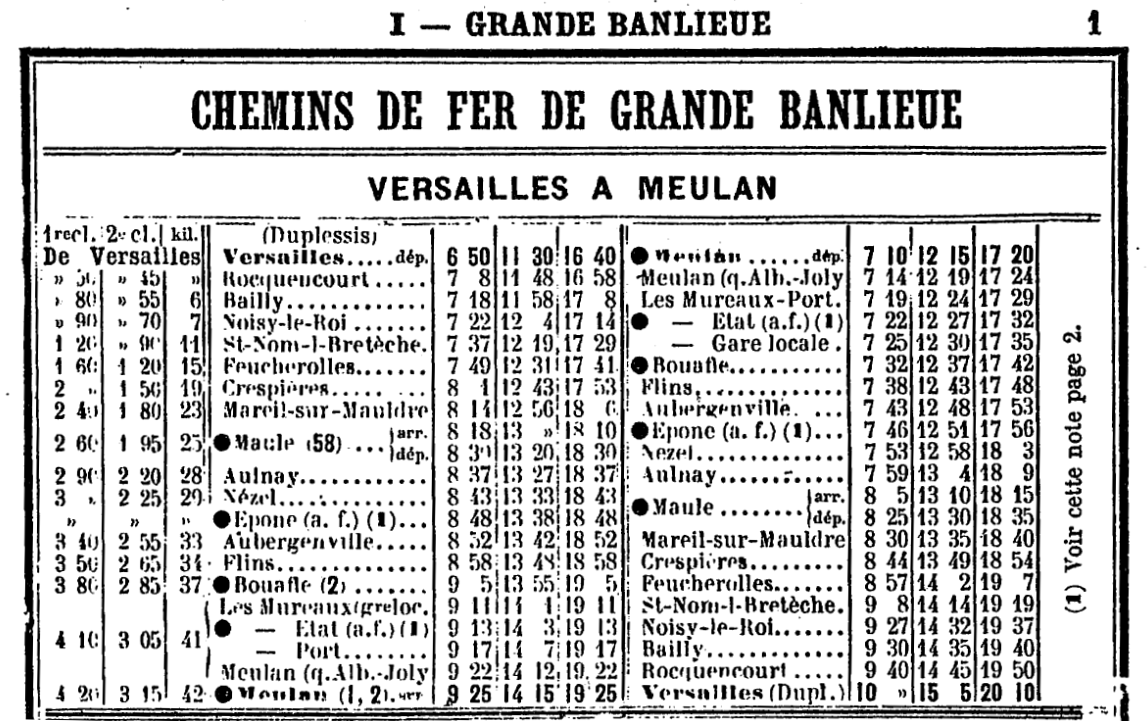
Horaires de la ligne en mai 1914.

## Politique et administration

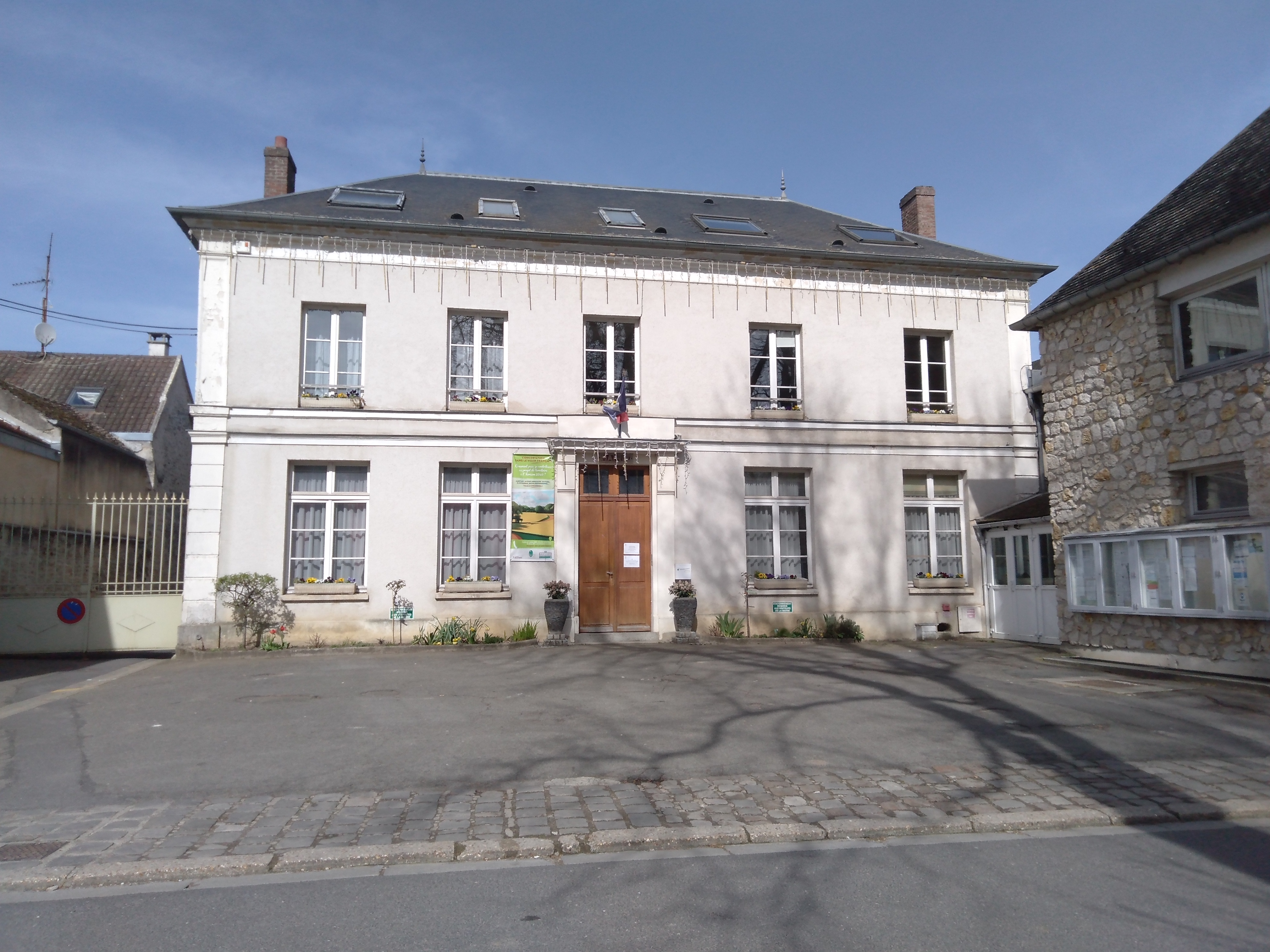
La mairie

### Rattachements administratifs et électoraux

#### Rattachements administratifs
Antérieurement à la loi du 10 juillet 1964, la commune faisait partie du département de Seine-et-Oise. La réorganisation de la région parisienne en 1964, fit que la commune appartient désormais au département du Val-d'Oise et à son arrondissement de Pontoise après un transfert administratif effectif au 1er janvier 1968.
Elle faisait partie de 1801 à 1967 du canton de Marines de Seine-et-Oise. Lors de la mise en place du nouveau département du Val-d'Oise, la ville devient le chef-lieu du canton de Vigny. Dans le cadre du redécoupage cantonal de 2014 en France, cette circonscription administrative territoriale a disparu, et le canton n'est plus qu'une circonscription électorale.
Vigny fait partie du ressort  du tribunal judiciaire  ainsi que de celui du  tribunal de commerce de Pontoise,.

#### Rattachements électoraux
Pour les élections départementales, la commune est membre depuis 2014 du canton de Vauréal
Pour l'élection des députés, elle fait partie de la première circonscription du Val-d'Oise.

### Intercommunalité
La communauté de communes des Trois Vallées du Vexin, était un établissement public de coopération intercommunale (EPCI) à fiscalité propre créé en 2004 et dissoute le 31 Décembre 2012, auquel la commune avait transféré un certain nombre de ses compétences, dans les conditions déterminées par le code général des collectivités territoriales.
Dans le cadre des dispositions de la loi portant nouvelle organisation territoriale de la République du 7 août 2015, qui prévoit que les établissements publics de coopération intercommunale (EPCI) à fiscalité propre doivent avoir un minimum de 15 000 habitants, cette petite intercommunalité a fusionné avec ses voisines pour former, le 1er janvier 2017, la communauté de communes Vexin Centre dont la commune est désormais le siège.

### Liste des maires
| Période                                  | Période                      | Identité            | Étiquette            | Qualité |
| ---------------------------------------- | ---------------------------- | ------------------- | -------------------- | --- |
| Les données manquantes sont à compléter. |                              |                     |                      | |
| mai 1925                                 |                              | Eugène Herbaut      |                      | |
| Les données manquantes sont à compléter. |                              |                     |                      | |
| 1953                                     | 7 septembre 2007             | Yves de Kervéguen   | UNR puis RI puis DVD | Gérant d'immeubles Député de Seine-et-Oise (8e circ.) (1958 → 1962) Député du Val-d'Oise (1re circ.) (1973 → 1978) Conseiller général de Marines (1958 → 1967) Conseiller général de Vigny (1967 → 2001) Décédé en fonction |
| 26 octobre 2007                          | 2014                         | Annick de Traversay |                      | |
| 2014,                                    | 6/07/2025 décédé en fonction | Robert de Kerveguen | DVD                  | Fils d'Yves de Kerveguen Cadre dans un groupe de protection sociale Réélu pour le mandat 2020-2026, |

## Équipements et services publics

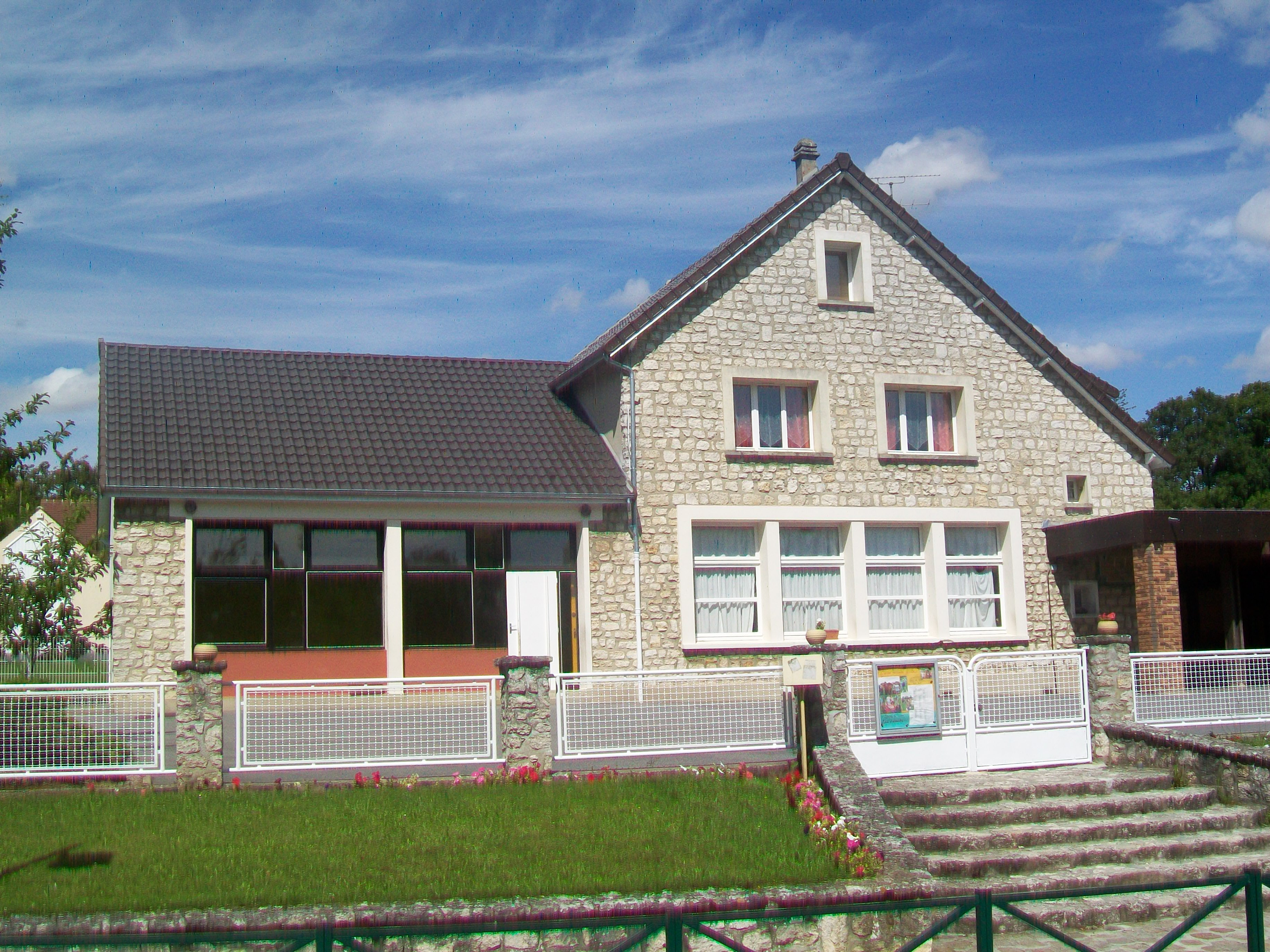
L'école, rue Beaudoin.

La commune accueille le collège "Roland Vasseur" situé au Nord dans le Bord'Haut de Vigny.
La perception de Vigny a fermé en 2015, et son bâtiment, acquis par la commune et restauré, a été transformé en 2019 pour offrir 6 logements locatifs destinés aux jeunes de la commune, qui se rajoutent aux 15 dont dispose déjà la commune et aux 11 logements sociaux  de l’office public HLM Val-d’Oise Habitat

## Population et société

### Démographie
L'évolution du nombre d'habitants est connue à travers les recensements de la population effectués dans la commune depuis 1793. Pour les communes de moins de 10 000 habitants, une enquête de recensement portant sur toute la population est réalisée tous les cinq ans, les populations de référence des années intermédiaires étant quant à elles estimées par interpolation ou extrapolation. Pour la commune, le premier recensement exhaustif entrant dans le cadre du nouveau dispositif a été réalisé en 2006.

En 2022, la commune comptait 1 132 habitants, en évolution de +4,62 % par rapport à 2016 (Val-d'Oise : +4 %, France hors Mayotte : +2,11 %).
| 1793 | 1800 | 1806 | 1821 | 1831 | 1836 | 1841 | 1846 | 1851 |
| ---- | ---- | ---- | ---- | ---- | ---- | ---- | ---- | ---- |
| 562  | 578  | 493  | 505  | 564  | 579  | 611  | 600  | 587  |

| 1856 | 1861 | 1866 | 1872 | 1876 | 1881 | 1886 | 1891 | 1896 |
| ---- | ---- | ---- | ---- | ---- | ---- | ---- | ---- | ---- |
| 564  | 560  | 558  | 460  | 577  | 564  | 633  | 628  | 693  |

| 1901 | 1906 | 1911 | 1921 | 1926 | 1931 | 1936 | 1946 | 1954 |
| ---- | ---- | ---- | ---- | ---- | ---- | ---- | ---- | ---- |
| 578  | 628  | 627  | 446  | 569  | 574  | 590  | 463  | 639  |

| 1962 | 1968 | 1975 | 1982 | 1990  | 1999  | 2006  | 2011  | 2016  |
| ---- | ---- | ---- | ---- | ----- | ----- | ----- | ----- | ----- |
| 676  | 709  | 919  | 953  | 1 004 | 1 036 | 1 083 | 1 072 | 1 082 |

| 2021  | 2022  | - | - | - | - | - | - | - |
| ----- | ----- | - | - | - | - | - | - | - |
| 1 115 | 1 132 | - | - | - | - | - | - | - |

### Manifestations culturelles et festivités
La  fête de Vigny, dont la 5e édition a eu lieu le 19 août 2021

## Économie
Une Zone d'Activité aménagée au Bord’Haut accueille un pôle de sûreté-sécurité de référence destiné à constituer un lieu d’échanges et d’innovations, le Campus Vigny, constitué à partir de 1979 et qui comprend notamment en 2019 Add-On Consulting (intégrateur d’infrastructures informatiques, hébergeur et opérateur, installations et contrats d’infogérance), M2M Factory (Solutions et services pour la sûreté de l’État), Onyx-Vision (importateur et distributeur en matériel et systèmes de sécurité), MA2 (Architecte solution en vidéo-surveillance et intrusion pour les collectivités et entreprises),.

## Culture locale et patrimoine

### Lieux et monuments
Vigny compte une inscription au titre monument historique sur son territoire. L'arrêté d'inscription 28 décembre 1984 porte par contre sur l'ensemble des bâtiments du domaine du château, à savoir le château proprement dit ; les deux ponts sur les douves ; les deux pavillons d'entrée face au village ; pavillons d'entrée Sud-Est et Nord-Ouest ; le manoir dit "La Comté" ; la ferme du château ; les communs ; les écuries ; l'orangerie ; et deux serres.
Une partie de ces bâtiments est visible depuis le domaine public. D'importants travaux de restaurations ont été engagés en 2020 / 2021 par son propriétaire, destiné à le transformer en hôtel de luxe,,.
- Château de Vigny, rue Beaudoin : Le château est édifié en 1504 par le cardinal Georges d'Amboise à l’emplacement de l’ancien manoir seigneurial. 
Cerné par des douves transformées en pièce d’eau plus large au XIXe siècle, il présente une façade nord d’une composition remarquable avec son pavillon d’entrée cantonné par deux tours flanquantes répondant elles-mêmes à deux autres tours d’angle. Les courtines reliant ces tours sont largement ouvertes par des baies à meneaux. Des mâchicoulis ceinturent le tout et viennent en support des toitures en tabatière et croupes. Ce souci de symétrie et d’ordonnancement est typique de la première Renaissance française. 
La bâtisse qui menaçait de ruine est rachetée le 8 novembre 1867 par le comte Philippe Vitali, prince de Sant'Eusebio, qui la fait restaurer et agrandir l’aile sud par l’architecte Charles Cazot dans un style néogothique cher au XIXe siècle[36],[37],[38].

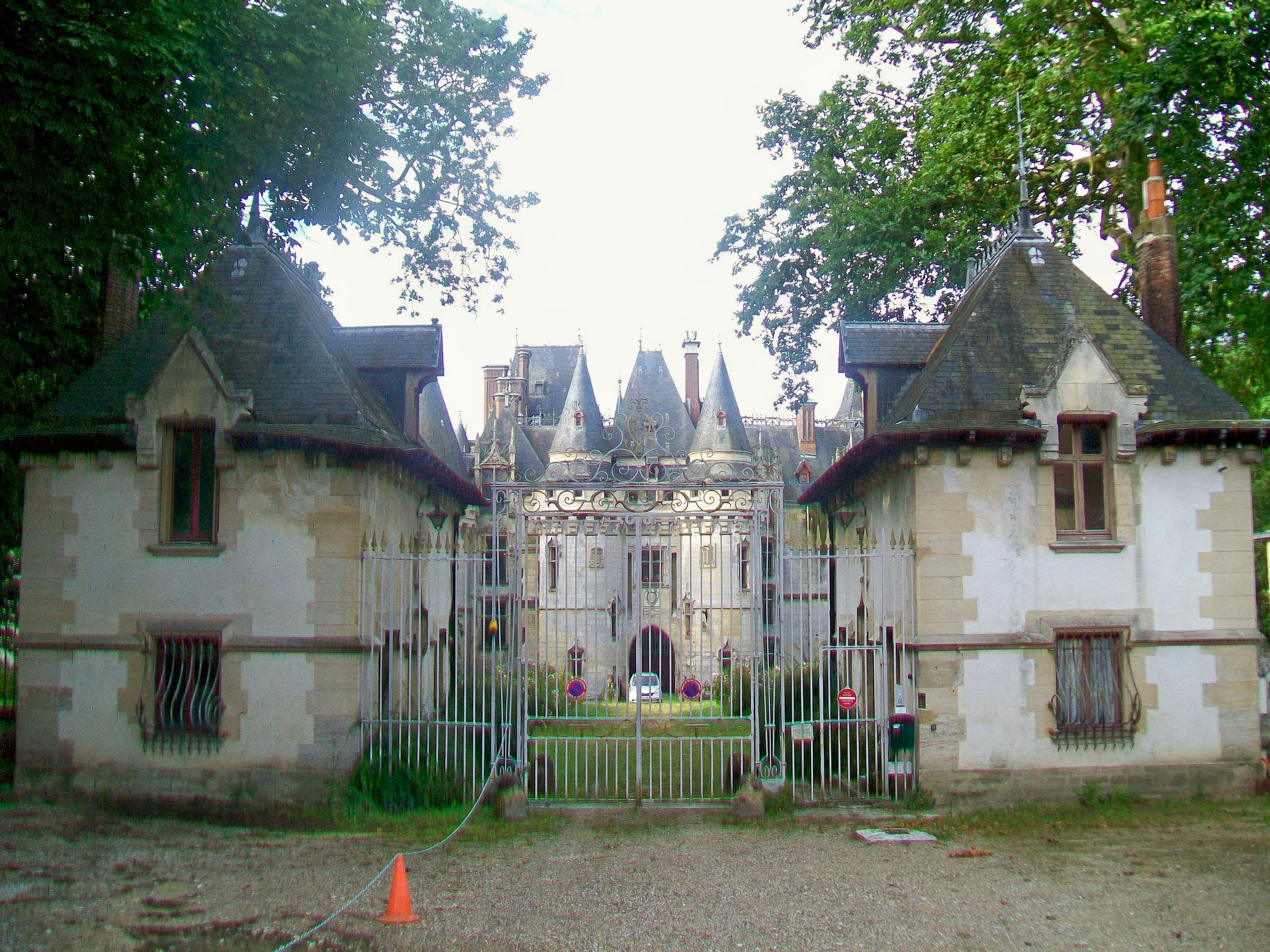
Pavillons d'entrée face au village, place Rohan.
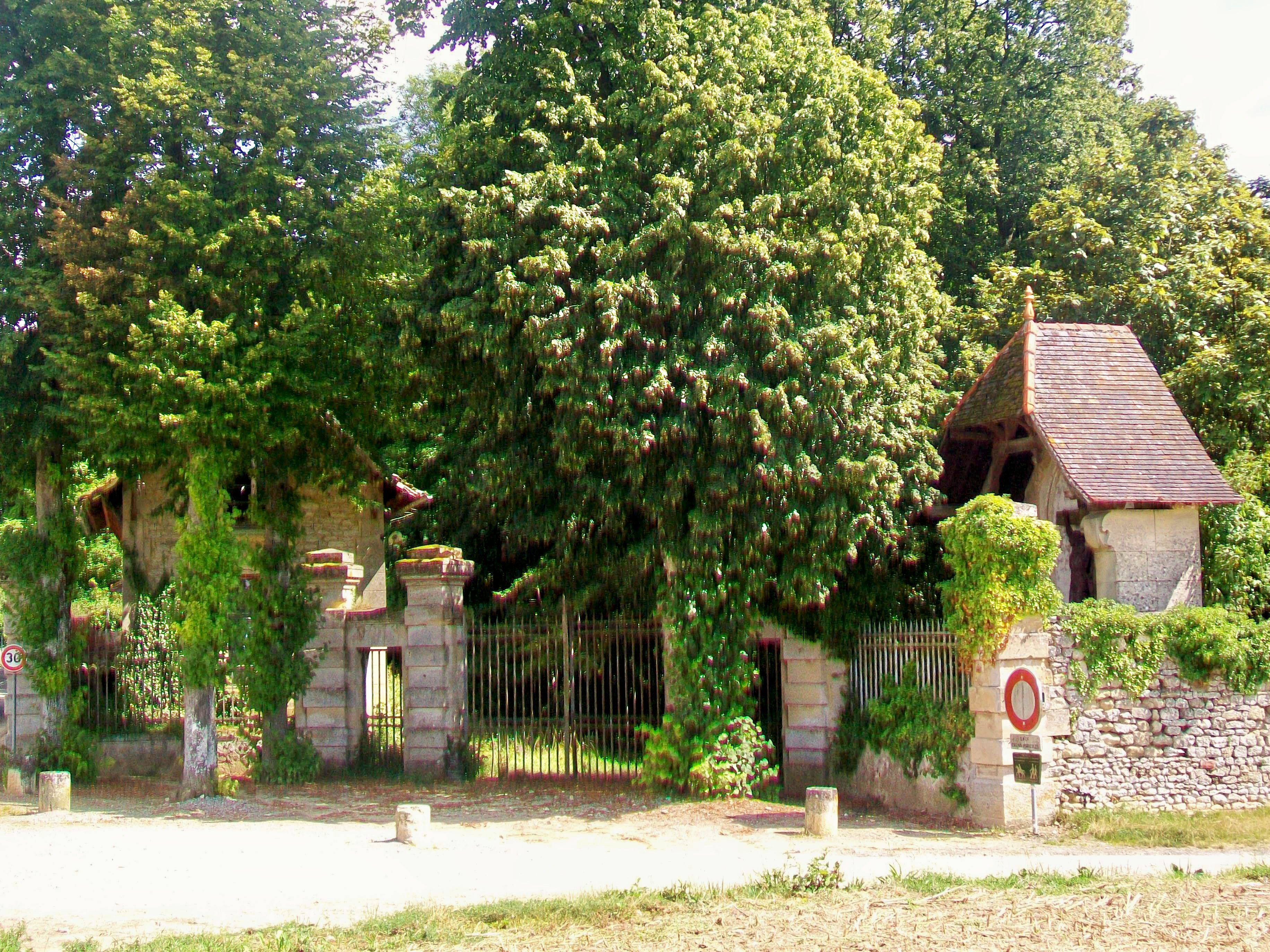
Pavillon et entrée Nord-Ouest, rue Beaudoin (RD 81).
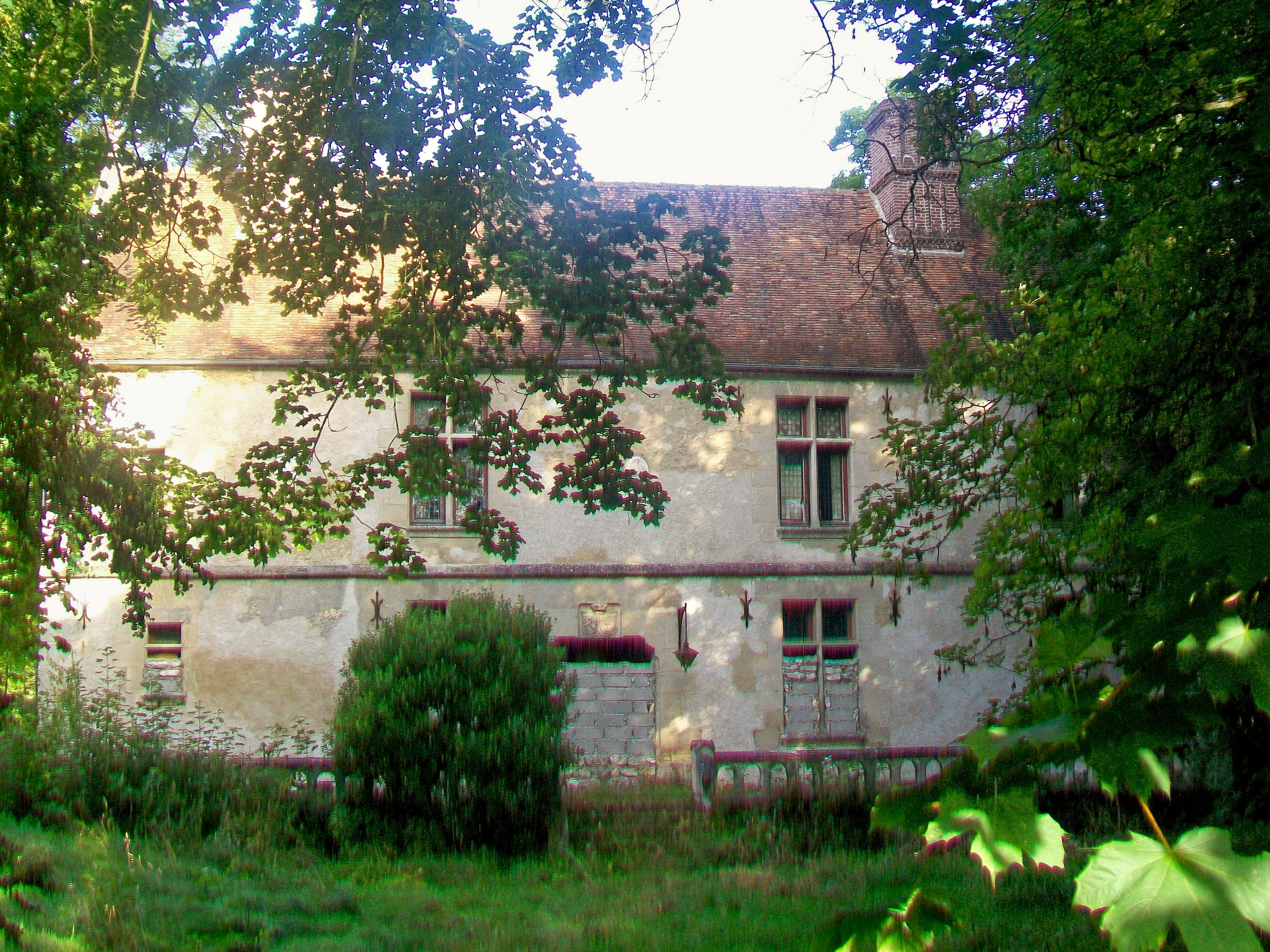
Manoir dit La Comté, rue de la Comté (RD 169).
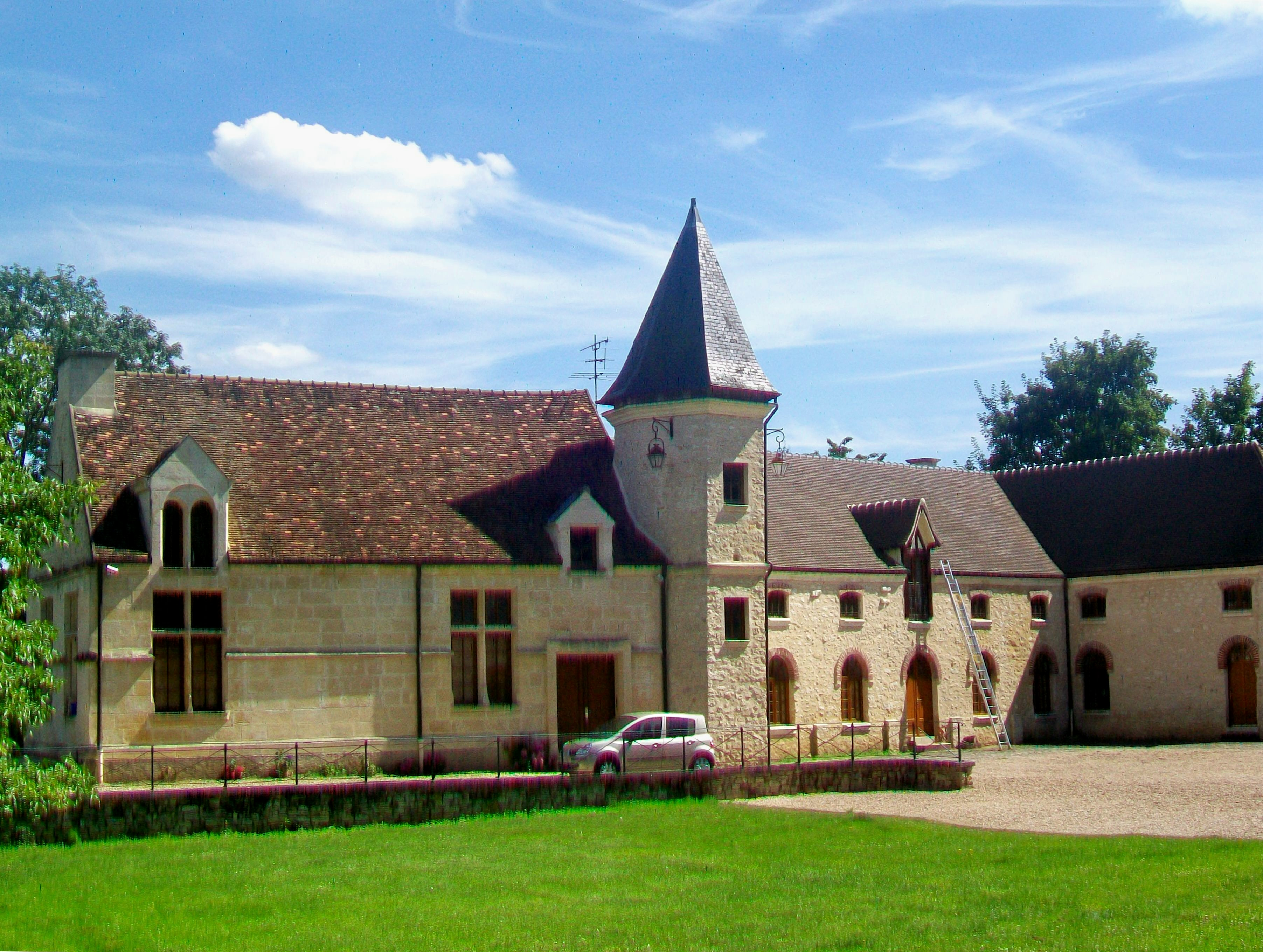
Ferme du château, rue de la Comté (RD 169).
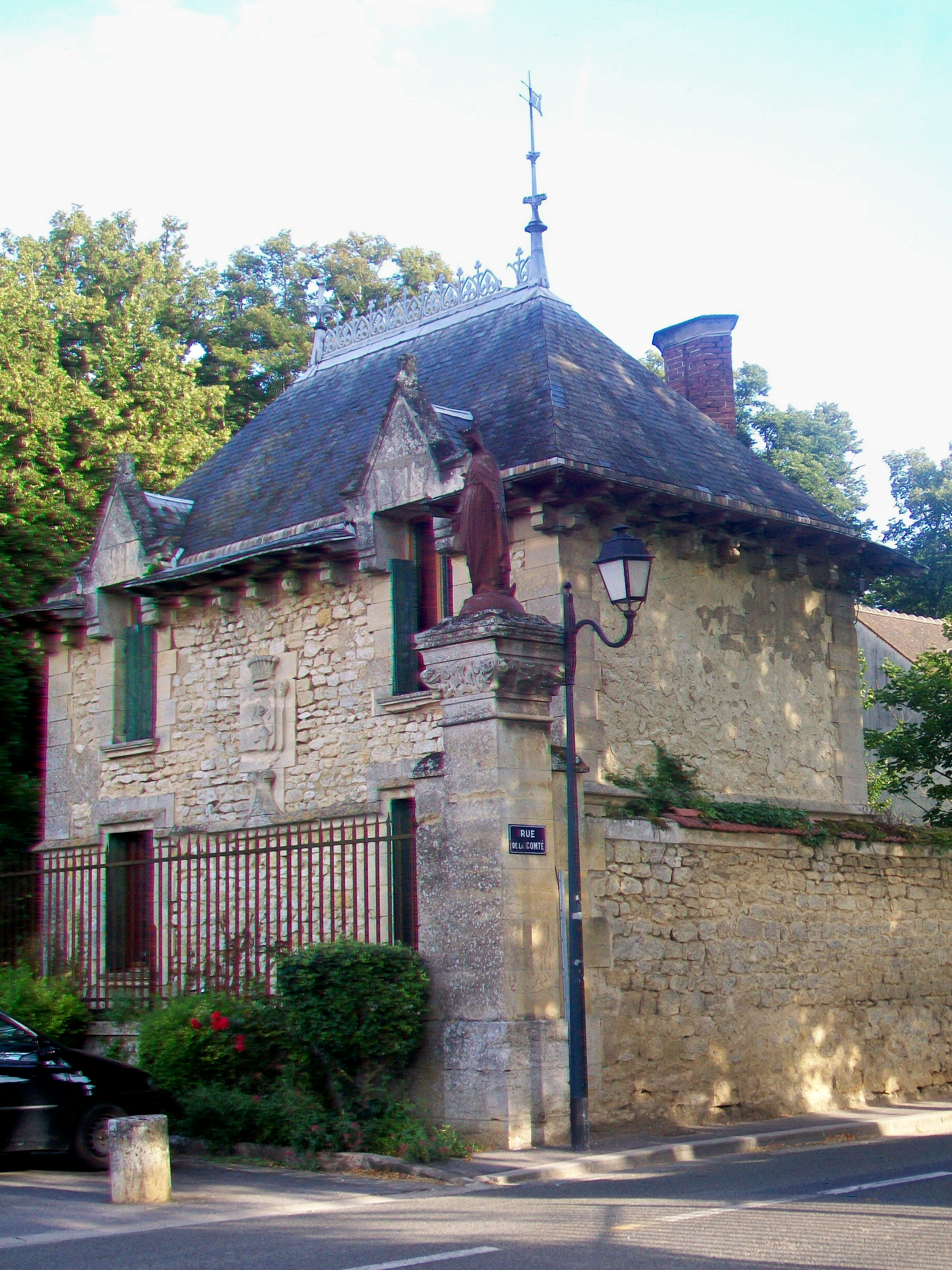
Pavillon de garde Sud-Est, rue de la Comté (RD 169).

On peut également signaler :
- Ancienne gendarmerie, rue Beaudoin : Ce bâtiment en pierre de taille du XIXe siècle évoque sa vocation militaire par sa dominante verticale, avec des proportions évoquant le donjon carré d'un château médiéval. Cette impression est voulue par l'architecte, qui choisit un style néogothique et utilise sur la corniche des corbeaux tels que ceux employés pour les mâchicoulis[37]. Comme tous les bâtiments publics de Vigny de la période 1870/1910, la gendarmerie a été entièrement financée par le comte Philippe de Vitali[39],[34]. Le bâtiment est aujourd'hui utilisé par la commune.
- Église Saint-Médard, place d'Amboise : Elle est bâtie en 1894 par l’architecte Tubeuf dans un style néogothique porté au pinacle dans son Dictionnaire de l’architecture par le célèbre architecte Viollet-Le-Duc. Cet édifice, financé également par la famille Vitali[34], a remplacé un édifice du XIIe siècle menaçant ruine. Contrairement à l'usage, l'église est orientée nord-sud. De plan cruciforme, elle présente la particularité de posséder un transept aux absides à pans coupés, et la nef est particulièrement haute et étroite. L'on y accède par la tour-porche qui précède la nef au nord[40].
Le clocher a bénéficié d'une remise en état en 2021, avec la remise en état de la flèche de l’église, des garde-corps, des gargouilles, du cadran de l’horloge ainsi que la restitution de huit pinacles[41],[42]
- Fontaine d'Amboise, place d'Amboise : Elle se présente comme une petite tour cylindrique entièrement fermée, coiffée d'un toit en poivrière. Les colonnes semi-engagées flanquant l'édicule, en partie torsadées, proviennent de l'édicule initial du XVIe siècle[37]. Bien qu'il s'agisse officiellement d'une fontaine, de l'eau jaillit nulle part, mais une borne-fontaine en fonte de fabrication industrielle du XIXe siècle est placée devant la face nord.
- Colombier de la ferme dite du château, rue de la Comté : Ce colombier octogonal en brique date de la fin du XVIIe siècle. Son architecture est typique du XVIIe siècle par le jeu contrasté des appareillages de briques et de pierres, notamment les chaînages d’angle dont on retrouve trace dans nombre de constructions du village[37].

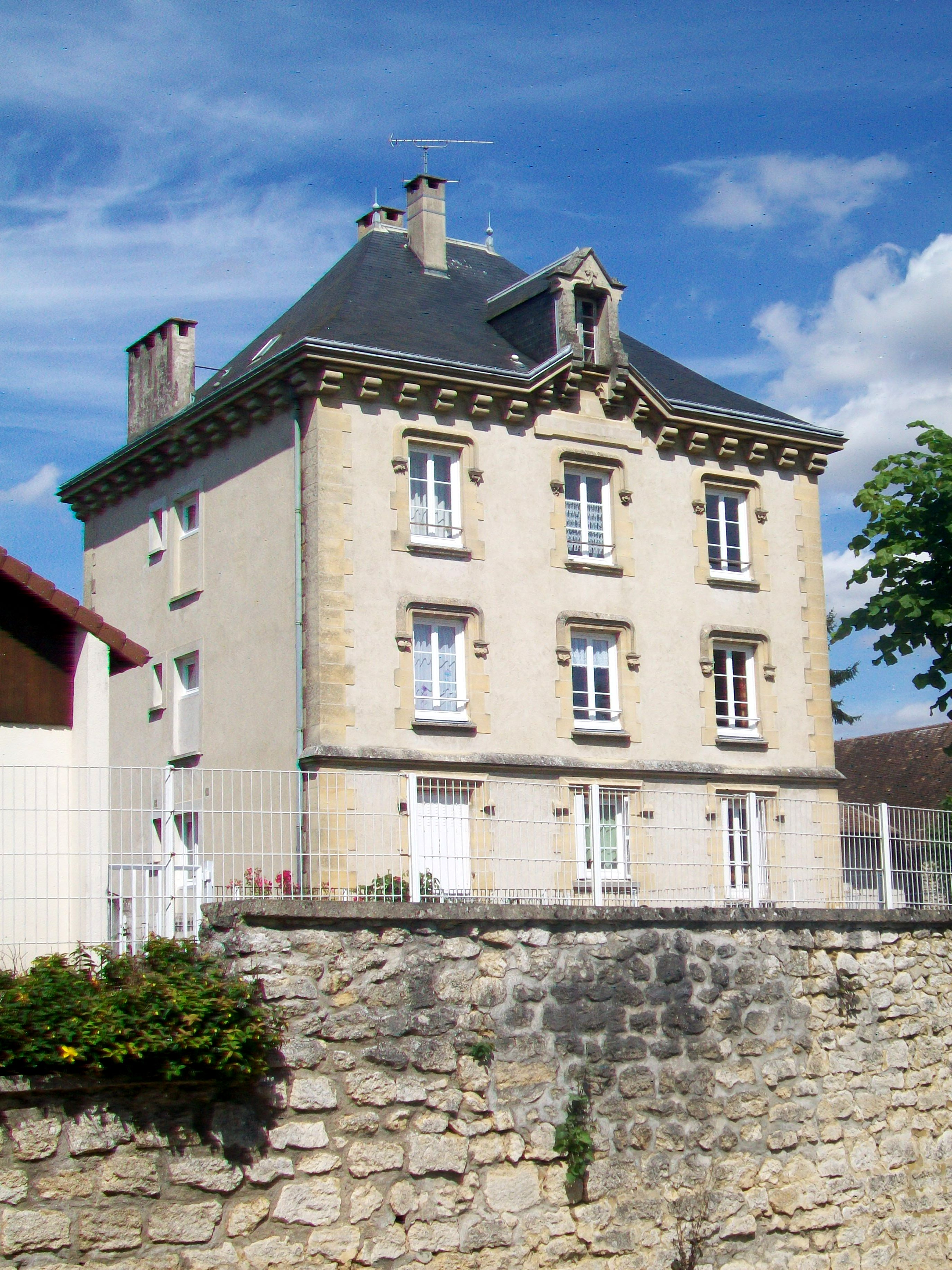
Ancienne gendarmerie.
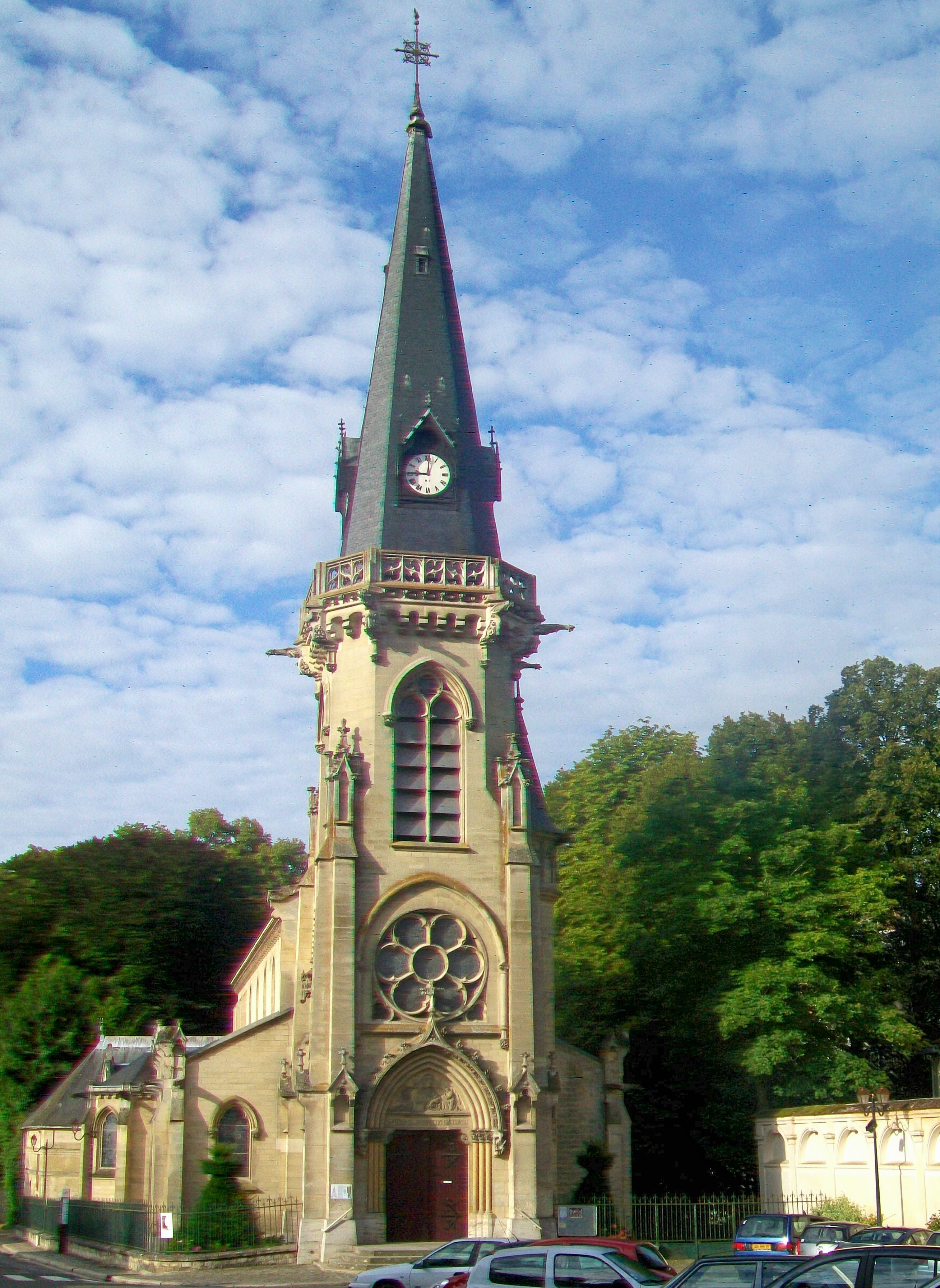
Église Saint-Médard.
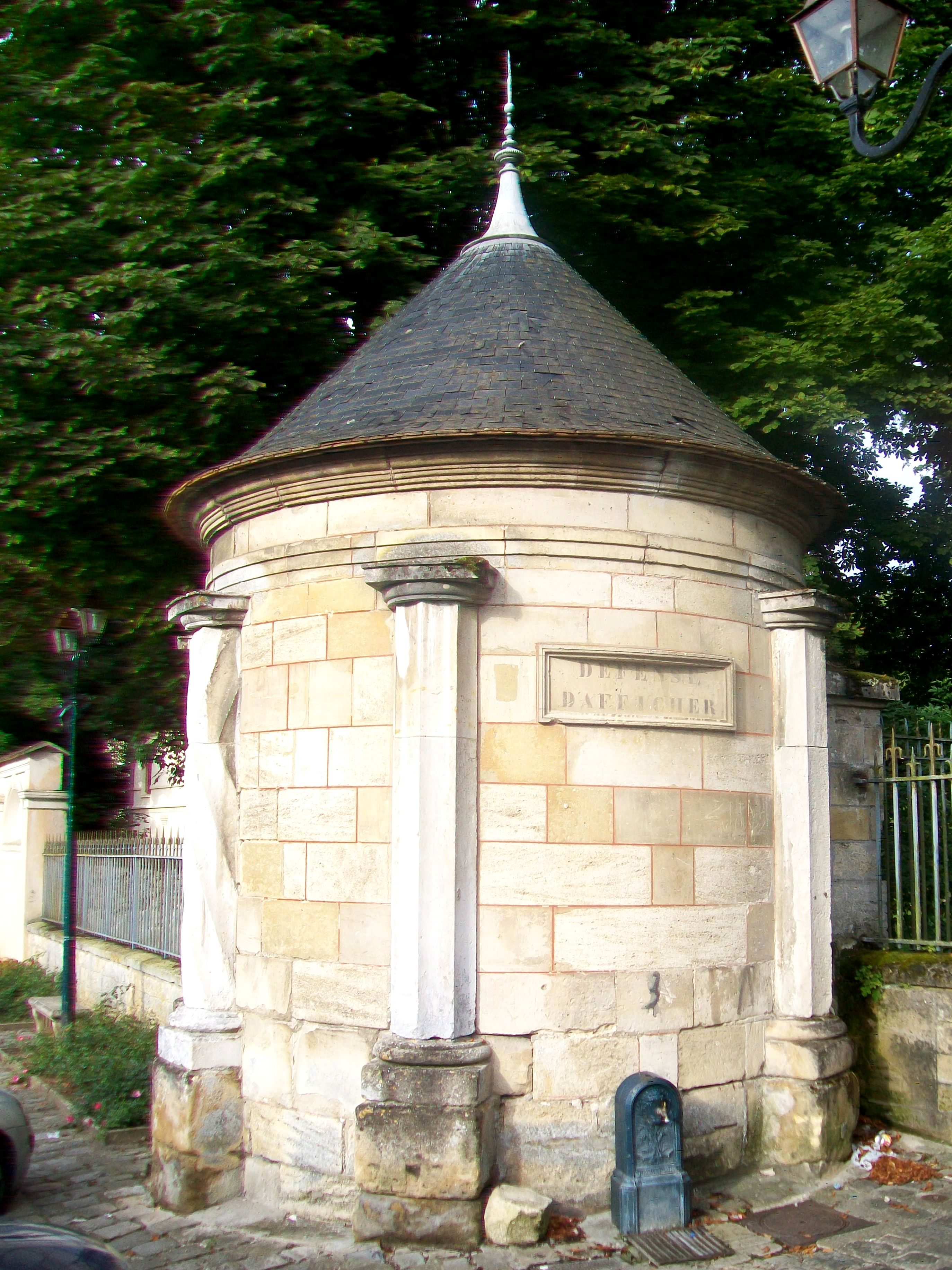
Fontaine d'Amboise.
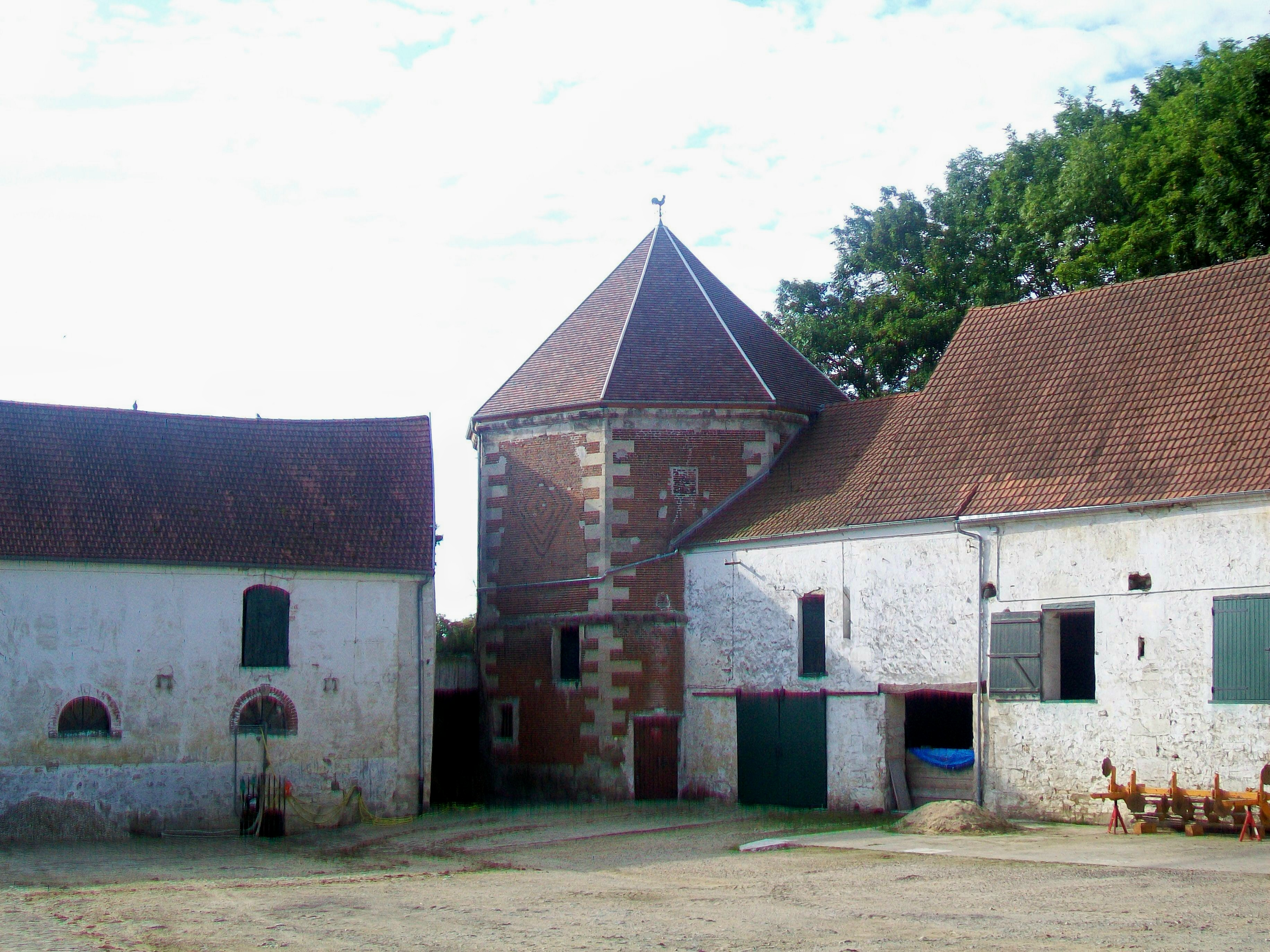
Colombier octogonal.

- Abreuvoir, rue de la Comté : Il se présente comme un gué unilatéral parallèle à la rue, et est alimenté en eau par le surplus du bassin du lavoir adjacent. À gauche de la rue en venant du bourg, un même garde-corps protège à la fois le « gué », le pont sur l'Aubette de Meulan et le lavoir.
- Lavoir couvert, rue de la Comté : La plate-forme destinée aux lavandières est protégée par un abri en pierre, couvert d'un toit en appentis. L'eau est fournie par un bief depuis "l'Aubette de Meulan". De ce fait, l'eau du bassin se renouvelle en permanence. Elle s'écoule d'abord dans l'abreuvoir adjacent, puis tombe en cascade dans l'Aubette qui passe en dessous.
- Ancienne gare des Chemins de fer de grande banlieue (CGB), rue de la Comté, à l'extérieur du village. Toutes les gares de la ligne ont un bâtiment voyageurs en meulière.
- Carrière de Vigny : Ancien massif corallien échoué aujourd’hui dans la plaine, la carrière de Vigny est l'un des rares témoins en France de la période de transition entre les ères secondaire et tertiaire. De cette carrière en exploitation jusqu’en 2001, on a tiré une des pierres les plus belles du Vexin[43]. Le site est aujourd’hui protégé et aménagé pour les visites (scolaires et guidées)[44].

Outre le sentier de grande randonnée GR1, la commune est traversée par un sentier de randonnée PR.

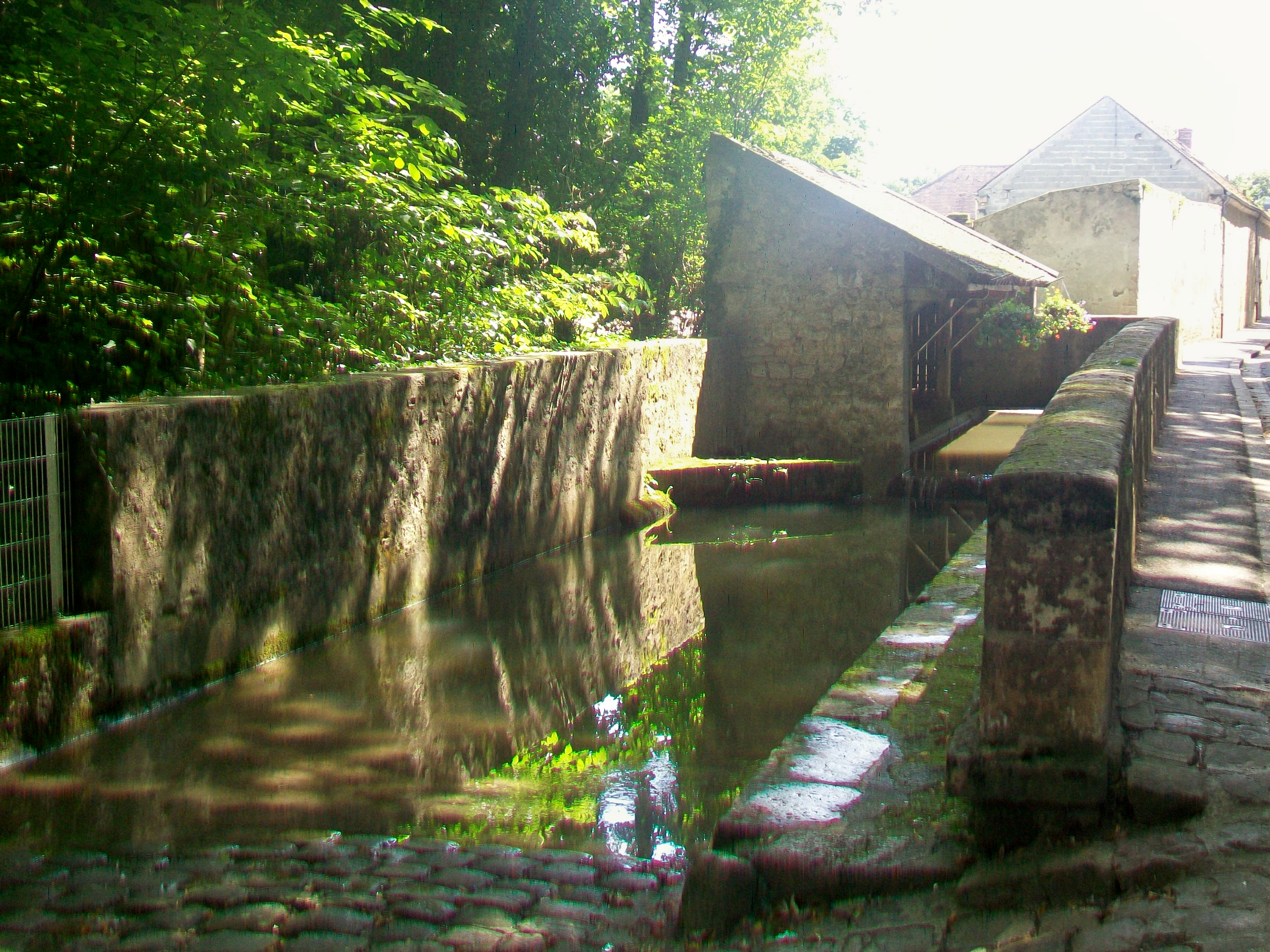
Abreuvoir.
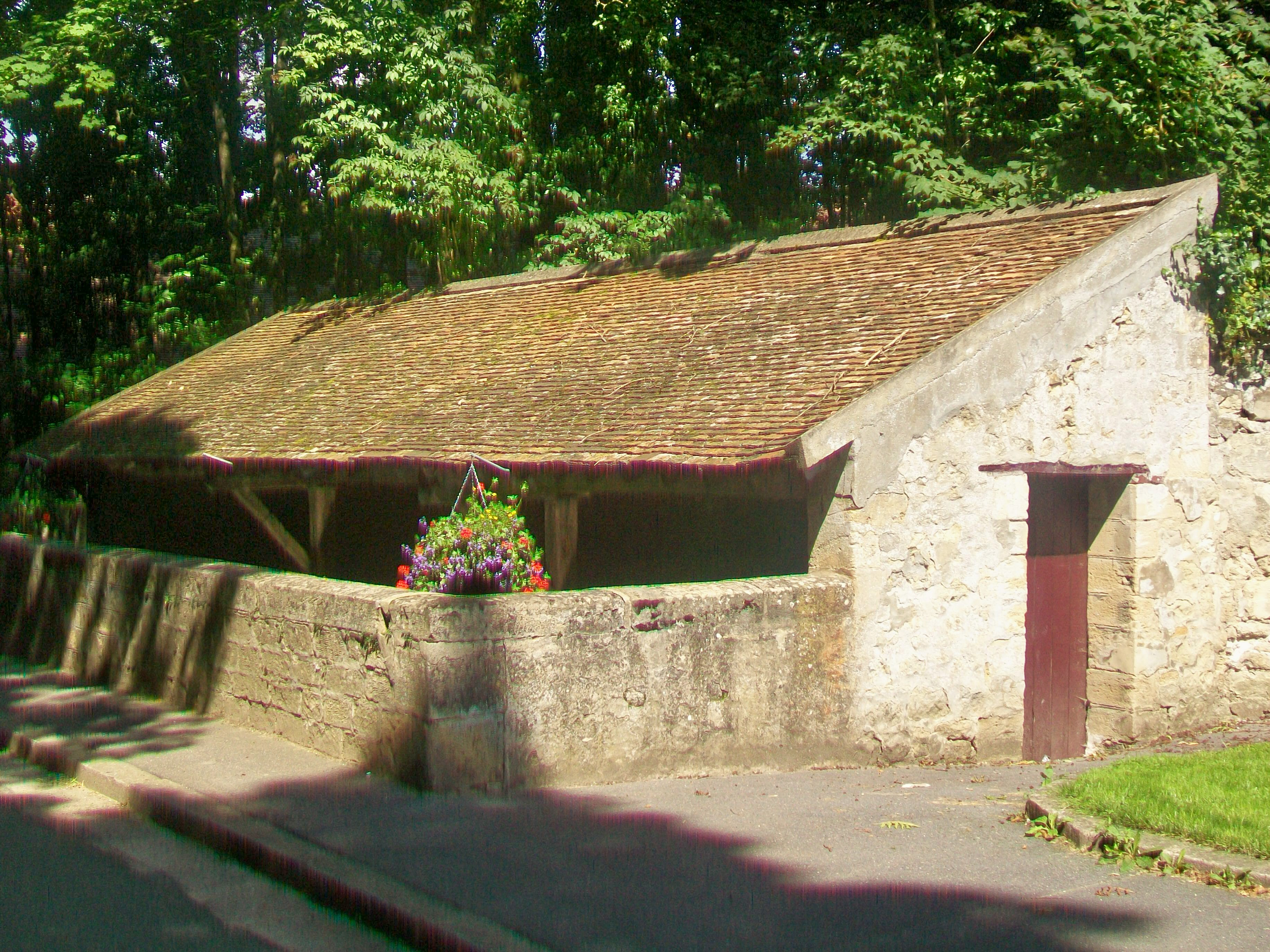
Lavoir couvert.
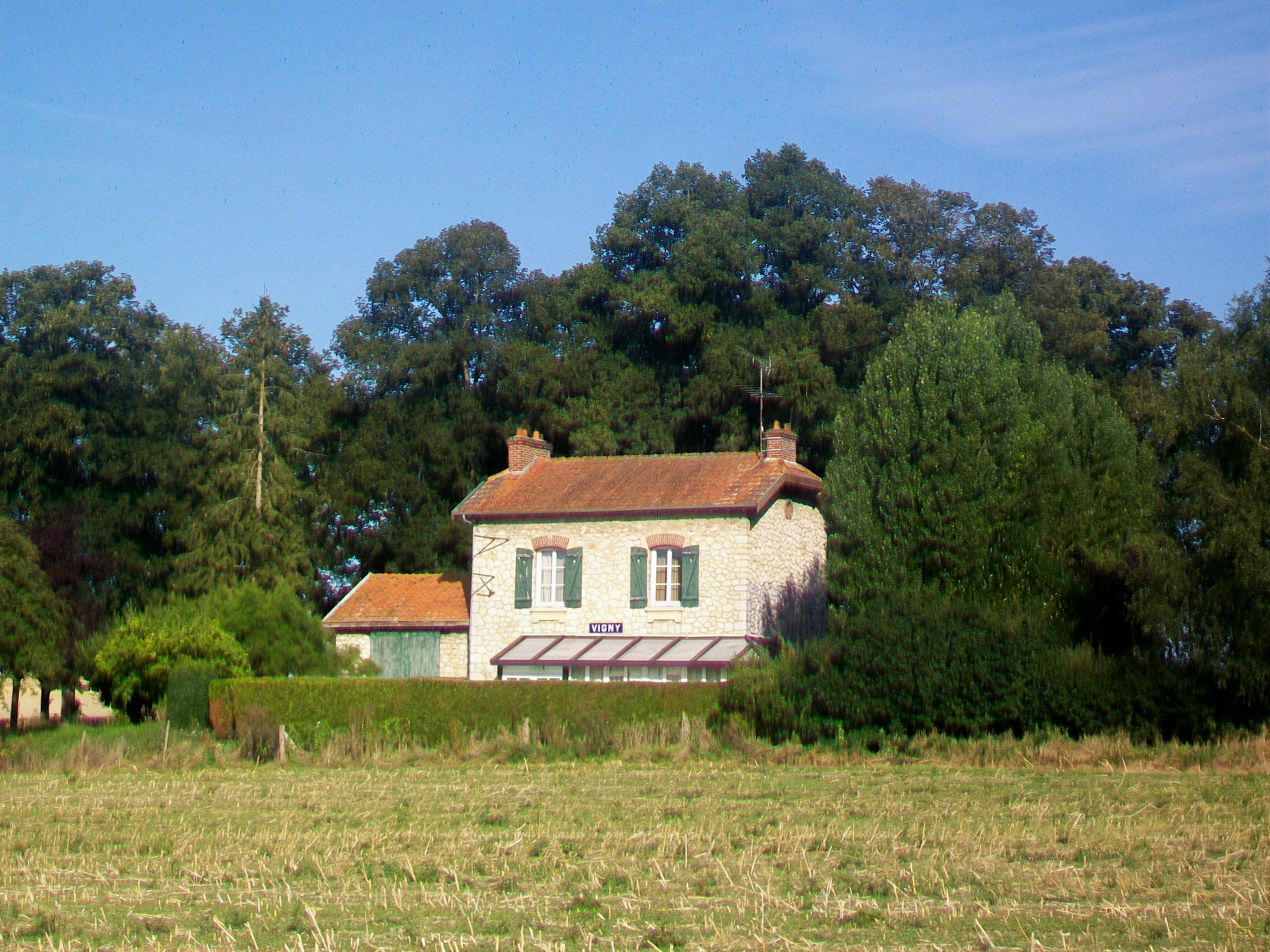
Ancienne gare CGB.
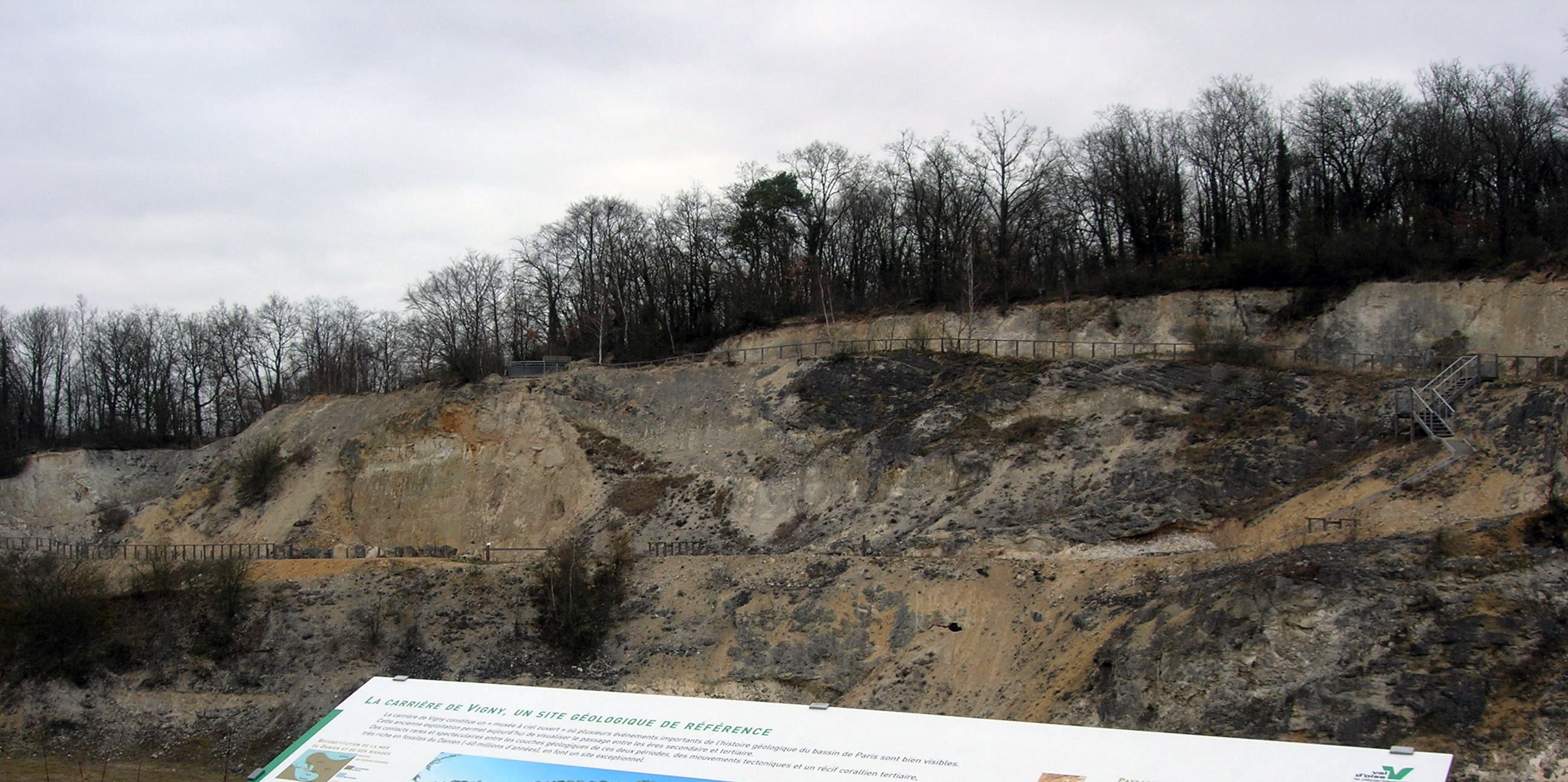
Carrière de Vigny.

### Vigny dans les arts et la littérature
Le château a été le lieu de tournage de plusieurs films, dont Le Capitaine Fracasse (1943), Mandrin, bandit gentilhomme (1962), Les Barbouzes (1964), On a retrouvé la septième compagnie (1975), L'Animal (1977), La Fille de d'Artagnan (1994), mais aussi de la série japonaise Nodame Cantabile (épisode spécial) en 2007 et du téléfilm français Ce jour-là, tout a changé en 2008 racontant la dernière journée d'Henri IV.
 Un épisode de la série Braquo a été en partie tourné à Vigny, sur le site de l'ancienne usine alimentaire.
 Le clip vidéo de la chanson du répertoire de Rihanna Te Amo, réalisé par Anthony Mandler, où celle-ci apparaît en compagnie de Lætitia Casta, a été tourné en 2010 au château de Vigny.Autres films tournés à Vigny: Raphael ou le débauché avec Maurice Ronet et Françoise Fabian et un film avec Gene Wilder, Donald Sutherland et Orson Welles : Commencez la révolution sans nous en 1970.
Le MUDO - Musée de l'Oise de Beauvais conserve deux vues de Vigny peintes vers 1925-1926 par Maurice Boudot-Lamotte (1878-1958).

### Personnalités liées à la commune

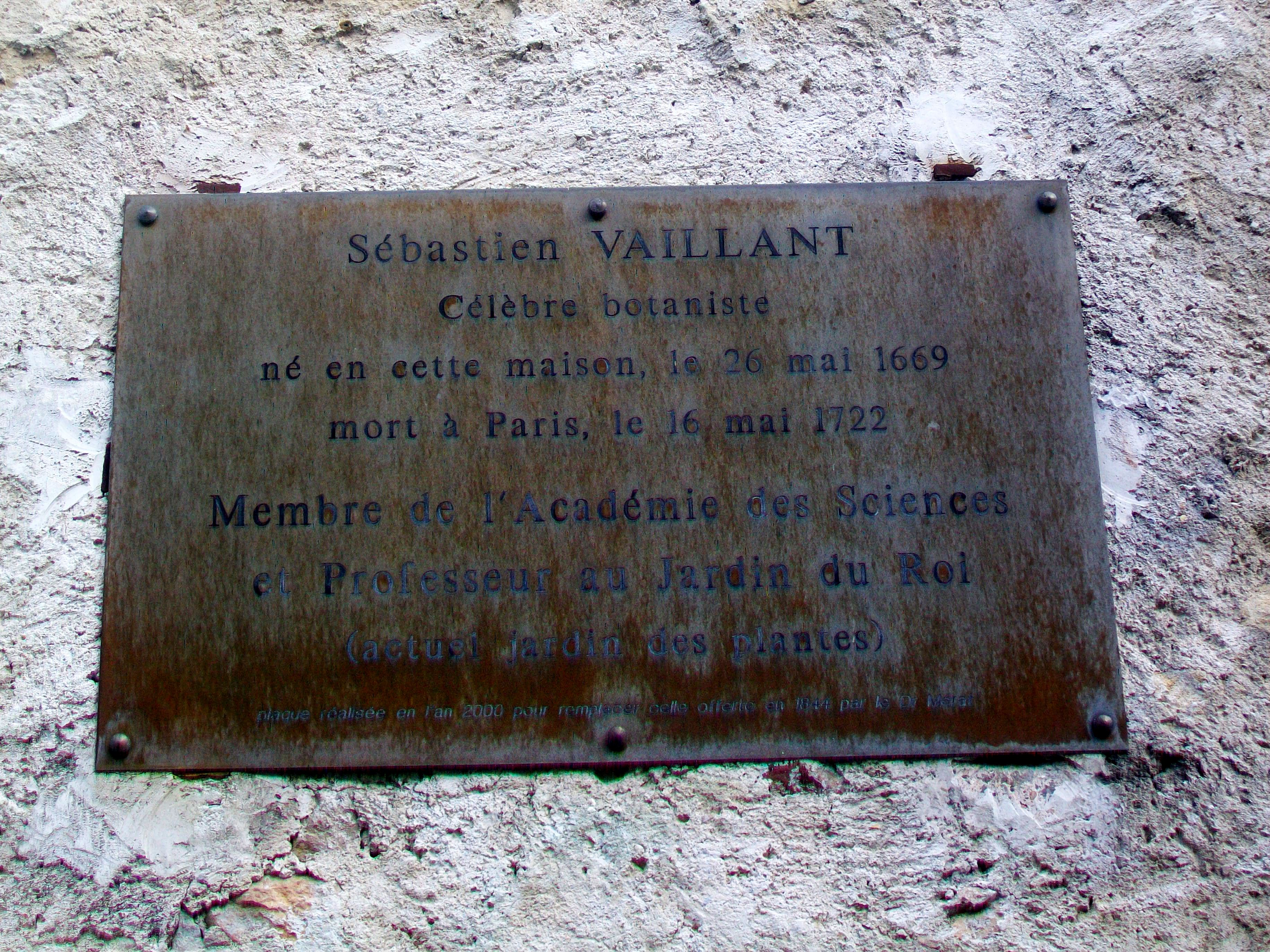
Plaque en hommage à Sébastien Vaillant; sur sa maison natale.

- En 1550, Anne de Montmorency achète la seigneurie à son neveu, le cardinal Georges II d’Amboise. La famille de Rohan en prend possession en 1694, par héritage, et la conserve jusqu’à 1844[Passage problématique][réf. nécessaire]
- Léon Daudet y a séjourné[46]
- L'écrivain français René Etiemble, qui a vécu à Vigny toute la dernière partie de sa vie et qui y est décédé en 2002).
- Sébastien Vaillant, né à Vigny en 1669, botaniste.

### Héraldique
| Blason de | Blason  | D’argent au lion morné soudé d’or, la tête contournée, tenant de sa dextre un pampre tigé et feuillé de sinople, fruité de deux pièces de pourpre, au franc-canton de gueules chargé d’une épée aussi d’o                                                                                                   |
| Blason de | Détails | La commune de Vigny ne possédait pas de blason ; eu égard à l’action charitable des comtes Vitali sur la commune, la municipalité décide, le 26 janvier 1971, d’adopter celui qui avait été concédé à ces derniers en 1887 par le roi d’Italie Humbert Ier. Dans le même esprit, elle crée une rue "Vitali" |